# أندريه سانتوس (فنان قتال مختلط)
أندريه سانتوس هو فنان قتال مختلط برازيلي، ولد في 8 يناير 1981 في البرازيل.

## وصلات خارجية
- أندريه سانتوس على موقع شيردوغ (الإنجليزية)